# Identity V
Identity V (tiếng Trung: 第五人格; Hán-Việt: Đệ Ngũ Nhân Cách; bính âm: Dì Wǔ Réngé; nghĩa đen 'Nhân Cách Thứ Năm') là một trò chơi điện tử thuộc thể loại kinh dị bất đối xứng được phát triển và xuất bản bởi NetEase Games. Trò chơi được phát hành vào tháng 7 năm 2018 trên hệ điều hành di động và có thể tải xuống miễn phí tại App Store và Google Play. Trò chơi cũng đã từng tham gia hợp tác với các trò chơi khác như Danganropa và Persona, bộ phim Người kéo học yêu, các tác phẩm anime Death Note, Detective Conan, Miền đất hứa, Junji Ito Collection cũng như Bungou Stray Dogs.

## Cốt truyện chính
Vào thời đại Victoria ở châu Âu vào thế kỷ 19, một cặp vợ chồng nghệ sĩ trẻ đã mua một khu điền trang rộng lớn ở một vùng núi xa xôi với giá rẻ. Ngôi nhà này có tiếng xấu vì những tin đồn đáng ngại về những người chủ kế tiếp. Nhưng cặp đôi này đã làm ngơ trước những điều được cho là mê tín và tin đồn đó. Thế nhưng tai họa thực sự đã ập đến và cặp đôi này bị bọn côn đồ sát hại. Ngôi nhà đã đổi chủ nhiều lần, nhưng sự tai tiếng của nó vẫn còn và nó đã bị bỏ hoang trong một thời gian dài.
Đến năm 1923, một thanh niên bí ẩn đã mua lại dinh thự này. Nhờ sự đầu tư mạnh mẽ, khu trang viên đã lấy lại được sức sống, nhưng nhiều nơi vẫn còn bỏ hoang (như rừng, khu săn bắn, nhà thờ, v.v.). Đúng lúc mọi người nghĩ rằng dinh thự sẽ trở nên tốt đẹp hơn dưới sự lãnh đạo của chàng trai trẻ này thì một điều kỳ lạ đã xảy ra. Người ta nhận ra trang viên này luôn đăng tuyển người không ngừng nghỉ, và dường như đội ngũ nhân sự ở đây chẳng bao giờ được xem là đủ. Cùng thời điểm, hàng loạt vụ mất tích bí ẩn khắp xã hội đều lần theo dấu vết và dẫn về trang viên này. Nhưng nhiều cuộc điều tra của cảnh sát không mang lại kết quả gì.
Năm 1926, tiểu thuyết gia / thám tử Orpheus đã đến dinh thự để điều tra vụ mất tích của một bé gái do một lá thư ủy thác bí ẩn. Trong quá trình Orpheus thu thập manh mối và tái hiện vụ việc bằng phương pháp suy luận, một trận hỏa hoạn bất ngờ thiêu rụi phần lớn trang viên. Thật kỳ lạ vì người ta đã phát hiện các nạn nhân thiệt mạng trong vụ cháy lại không chết do lửa - hay nói cách khác, nguyên nhân tử vong không hề liên quan đến hỏa hoạn. Chỉ có một số người sống sót bị bất tỉnh, và vị trí họ ngã xuống có vẻ như được sắp đặt có chủ đích - giống như một nghi lễ bí ẩn nào đó vừa diễn ra. Orpheus cũng nằm trong số người sống sót. Nhưng điều kỳ lạ là sau khi tỉnh lại, tất cả những người sống sót đều phát hiện rằng họ đã hoàn toàn quên mất lý do mình đến trang viên này và chuyện gì đã xảy ra ở đây. Sự việc được quy kết là một nghi lễ huyết tế kỳ lạ, nhưng nguyên nhân cái chết của những nạn nhân khác vẫn là một bí ẩn không thể giải thích. Kể từ đó, trang viên đã bị đóng cửa và không ai dám đến thăm hoặc thậm chí tiếp cận khu vực này và người đời gọi nơi đây với cái tên "Lâu đài tai tiếng".
Sự thật đằng sau câu chuyện: Thanh niên bí ẩn kia chính là người tổ chức một trò chơi sinh tồn khét tiếng kéo dài ba năm một lần tại trang viên. Những người chơi - gọi là "kẻ sống sót" - phải tìm cách thoát thân khỏi các đấu trường, trong khi các "thợ săn" có nhiệm vụ bắt giữ họ. Điểm số sẽ được tính sau mỗi trận đấu, và sau ba năm, trang viên sẽ tổ chức một nghi lễ bí mật để xác định phần thưởng hoặc hình phạt dựa trên tổng điểm. Tất cả người chơi đều sinh hoạt và ăn ở tập trung tại trang viên, mỗi người đến đây với một mục đích riêng. Chủ trang viên hứa hẹn (thật hay giả chưa rõ) rằng nếu chiến thắng, họ sẽ được thỏa mãn ước nguyện lớn nhất của mình. Chính lời hứa đó đã thu hút cả con người lẫn các thực thể siêu nhiên tham gia: ví dụ như Giám đốc xưởng Leo mong muốn khôi phục vương quốc vũ khí của mình, Hastur tìm cách phá giải phong ấn, còn luật sư thì khao khát xóa sạch món nợ cũ… Trò chơi không chỉ diễn ra trong khuôn viên trang viên mà còn mở rộng ra nhiều địa điểm khác trên khắp nước Anh, thậm chí xa hơn nữa - ưu tiên tổ chức tại những địa bàn của các thợ săn. Ví dụ như tại nhà máy vũ khí Minerva của Leo hay công viên Moon River nơi chú hề Joker từng làm việc.
Sau ba năm, nghi lễ cuối cùng được cử hành. Người có điểm cao nhận phần thưởng; người có điểm quá thấp sẽ bị tước đoạt sinh mệnh, linh hồn của họ bị coi như vật thế nợ. Thám tử Orpheus, không may, chính là một trong những người bị trừng phạt và dẫn đến mất trí nhớ hoàn toàn.

## Cách chơi

### Lối chơi
Mỗi trận đấu trong Identity V sẽ có năm người chơi. Một trong số đó có nhiệm vụ loại bỏ bốn người còn lại trước khi trò chơi kết thúc.
Chế độ trận đấu nhanh và trận đấu xếp hạng bao gồm năm người chơi. Một người trong số đó là thợ săn, và bốn người còn lại là những kẻ sống sót. Có nhiều nhân vật khác nhau để người chơi lựa chọn (hầu hết trong số đó phải được mở khóa từ trước), mỗi nhân vật đều có điểm mạnh, điểm yếu và khả năng riêng, vì vậy không có vòng nào là hoàn toàn giống nhau cả.
Mục tiêu của thợ săn là tìm và loại bỏ tất cả những kẻ sống sót trước khi họ trốn thoát khỏi trang viên thành công. Để làm được điều này, thợ săn phải truy đuổi từng kẻ sống sót riêng lẻ và tấn công người đó bằng những kỹ năng và đòn tấn công của riêng mình. Mỗi khi có một kẻ sống sót bị hạ gục, người đó sẽ được đưa lên ghế tên lửa. Thợ săn phải canh giữ kẻ sống sót đang bị trói trên ghế tên lửa để kẻ sống sót khác không thể giải cứu người đó; tùy thuộc vào thợ săn nào đang được sử dụng, cũng như lối chơi của từng người, quá trình này có thể diễn ra theo nhiều cách khác nhau (chẳng hạn như có những thợ săn thậm chí còn không canh giữ ghế tên lửa mà ngay lập tức truy đuổi kẻ sống sót khác). Việc này cứ thế lặp đi lặp lại cho đến khi kết thúc trận đấu.
Trong khi đó, mục tiêu của kẻ sống sót là cố gắng trốn thoát qua hai cổng thoát hiểm bằng cách mở chúng bằng mật khẩu mà họ có được sau khi giải mã xong năm máy mã hóa. Khi những kẻ sống sót bắt đầu trận đấu, họ phải ngay lập tức tiến hành công việc giải mã máy mã hóa và cố gắng hoàn thành việc này càng sớm càng tốt. Trong suốt thời gian này, một trong những kẻ sống sót sẽ bị thợ săn truy đuổi. Kẻ sống sót đang bị truy đuổi phải tránh để bản thân bị thợ săn hạ gục càng lâu càng tốt để câu thêm thời gian cho đồng đội. Nếu có một kẻ sống sót bị hạ gục, người đó sẽ được đặt trên ghế tên lửa và phải chờ đợi để được một kẻ sống sót khác đến giải cứu. Thợ săn sẽ tiếp tục truy đuổi những kẻ sống sót khác và cố gắng cản trở tiến trình giải mã máy mã hóa của họ. Khi tất cả năm máy mã hóa đều đã được giải mã xong, những kẻ sống sót cuối cùng có thể mở cổng thoát hiểm, rời khỏi trang viên và thoát khỏi sự truy đuổi thợ săn. Có một lối thoát bổ sung cho những kẻ sống sót, đó là hầm tối, lối thoát này sẽ tự động xuất hiện sau khi giải mã xong hai máy mã hóa. Hầm tối sẽ được mở ra khi chỉ còn lại duy nhất một kẻ sống sót trong trận đấu và cho phép người đó trốn thoát mà không cần phải giải mã xong tất cả các máy mã hóa còn lại.
Thợ săn sẽ thắng trận đấu nếu loại bỏ được ít nhất ba kẻ sống sót; nếu thợ săn loại bỏ được tất cả các kẻ sống sót, ván chơi sẽ được xem là một cuộc truy đuổi hoàn hảo và người đó sẽ nhận được phần thưởng. Những kẻ sống sót sẽ giành chiến thắng nếu có ít nhất ba kẻ sống sót trốn thoát thành công; nếu tất cả kẻ sống sót đều trốn thoát, ván chơi sẽ được xem là một cuộc chạy trốn hoàn hảo và tất cả kẻ sống sót đều sẽ nhận được phần thưởng. Nếu chỉ có hai kẻ sống sót bị loại và chỉ có hai người trốn thoát thành công, trận đấu sẽ kết thúc với tỷ số hòa và cả hai phe đều sẽ bị giảm mức phần thưởng xuống. Nếu một trong hai phe thua, bên thua cuộc sẽ bị trừ điểm nếu đang chơi trong chế độ trận đấu xếp hạng.
Sau khi bị loại, người chơi có tùy chọn theo dõi đồng đội của mình trong trò chơi.
Phần thưởng khác nhau tùy theo chế độ trò chơi và hiệu suất của người chơi.
Có nhiều nhân vật khác nhau để lựa chọn, mỗi nhân vật đều có kỹ năng riêng trong trò chơi. Thợ săn có khả năng lựa chọn trong số "Kỹ năng phụ", là những tài năng có thể tăng sức mạnh cho Thợ săn trong trận đấu. Có bảy Kỹ năng phụ, mỗi Kỹ năng có một khả năng riêng như dịch chuyển tức thời đến các địa điểm nhất định hoặc đảo ngược tiến trình giải mã của máy mật mã. Việc mở khóa các nhân vật mới đòi hỏi phải có Manh mối thông qua việc chơi các trận đấu và hoàn thành nhiệm vụ.
Cách chơi tương tự cũng diễn ra trong Single Training, chế độ chơi một người chơi cho phép người chơi từ cả hai phe tìm hiểu cơ chế trò chơi và khả năng của nhân vật.

### Trận đấu xếp hạng (Rank Match)
Identity V có hai hệ thống xếp hạng khác nhau dưới dạng Điểm nhân vật (Character Points) và Phân chia cấp bậc (Tier Divisions). Cả hai đều chỉ được sử dụng trong các Trận đấu xếp hạng, có sẵn vào các khung thời gian cụ thể trong ngày.
Điểm nhân vật kiếm được bằng cách chơi các trận đấu xếp hạng trong khi sử dụng một nhân vật cụ thể và được sử dụng để xác định hạng của một người trên bảng xếp hạng. Điểm nhân vật dành riêng cho từng nhân vật và có thể giảm dần theo thời gian. Điểm nhân vật cũng sẽ được đặt lại khi Mùa mới đến. Badge có thể kiếm được cho một nhân vật cụ thể tùy thuộc vào số điểm kiếm được.
Identity V cũng có tám Cấp được chia thành các cấp bậc, người chơi có thể được thăng hoặc giảm tùy theo thành tích của họ. Thắng các trận đấu xếp hạng sẽ kiếm được Điểm xếp hạng và thua sẽ mất Điểm xếp hạng. Sau khi đạt được số Điểm Xếp hạng nhất định, người chơi có thể lên hạng tiếp theo nếu họ đạt được Điểm Xếp hạng trong trận đấu xếp hạng tiếp theo. Cấp bậc mà người chơi kết thúc sẽ xác định phần thưởng họ nhận được sau khi mùa giải kết thúc. Tương tự như Điểm nhân vật, Phân cấp bậc được đặt lại khi Mùa mới đến.
Bên cạnh các Trận đấu xếp hạng thông thường, người chơi có thể tham gia các trận đấu xếp hạng Năm người chơi (5 vs 5), diễn ra vào các khung thời gian cụ thể vào cuối tuần. Chế độ xếp hạng Năm người chơi sử dụng một nhóm Cấp và bậc khác nhau nhưng vẫn giữ nguyên các quy tắc giống như các Trận đấu xếp hạng thông thường.

### Một vài chế độ khác (Violent Struggle)
Trò chơi cũng có một vài chế độ khác với các quy tắc riêng, không giống như ở trên, chẳng hạn như:
Duo Hunters (Hai Thợ Săn), trong chế độ này, hai thợ săn sẽ hợp sức chống lại một nhóm tám kẻ sống sót. Blackjack (Xì Dách), chế độ này gồm năm người chơi, và có lối chơi khá giống với lối chơi bài xì dách thông thường, tuy nhiên có một điều khác biệt là một trong những người chơi đều sẽ trở thành Thợ săn bất kỳ lúc nào, tùy vào số tổng điểm trên thẻ bài mà họ đang nắm giữ.
Tarot, trong chế độ này, tám người sẽ chơi được chia thành hai đội chơi, mỗi đội gồm ba kẻ sống sót (hai trong số đó sẽ đóng vai trò là những hộ vệ và người còn lại sẽ là vua) và một thợ săn (đóng vai trò là hiệp sĩ của mỗi đội), hai đội sẽ đối đầu với nhau, mục tiêu của họ là loại bỏ vua của đội đối phương trước khi đội đối phương làm được điều đó.
Chế độ thứ tư (được thêm vào năm 2021), được gọi là Nightmare Shadows/Chasing Shadows (Ảo Mộng Bóng Đêm), trong chế độ này, sáu kẻ sống sót sẽ phải chạy đua với nhau trong một cuộc đua vượt chướng ngại vật (tương tự như trò chơi Fall Guys) để giành lấy chiến thắng.
Chế độ thứ năm (được thêm vào tháng 8 năm 2022), được gọi là Frenzy Rhapsody, có sáu kẻ sống sót chia thành hai đội và kết hợp các yếu tố Dodgeball vào lối chơi.
Chế độ thứ sáu đã được công bố vào tháng 8 năm 2023, được gọi là Hide and Seek. Lối chơi thực tế giống với trò chơi Garry's Mod, trong đó hai Thợ săn phải tìm và loại bỏ sáu kẻ sống sót cải trang thành đồ vật trong vòng 5 phút.
Chế độ thứ bảy (được thêm vào tháng 8 năm 2024), được gọi là Copycats/Copycats 2.0. Tại đây, 10 kẻ sống sót sẽ chia thành nhiều vai khác nhau bao gồm 3 nhóm chính: Nhóm Thám Tử (Detectives), Kẻ Bắt Chước (Copycats) và Khách Thần Bí (Mystery Guests). Trong đó nhóm Thám Tử sẽ phải hoàn thành 55 yêu cầu suy luận hoặc loại Kẻ Bắt Chước. Kẻ Bắt Chước có thể kích hoạt sự kiện bất ngờ để các phe khác phải hoàn thành.Mục tiêu để Kẻ Bắt Chước chiến thắng là loại bỏ những thành viên phe khác hoặc ngăn không cho các thành viên phe khác có thể hoàn thành sự kiện bất ngờ - Đóng van trong vòng 75 giây. Khách Thần Bí sẽ có một nhiệm vụ không giống nhau và chiến thắng bằng cách hoàn thành nhiệm vụ đó như: Kẻ Khờ ( sẽ thắng nếu để bản thân bị loại thông qua bỏ phiếu ); Người Lang Thang ( làm ô nhiễm tất cả người chơi còn lại sẽ chiến thắng ); Kì Thủ ( suy đoán được phe của 4 thành viên sẽ giành chiến thắng ); Người Giao Hàng ( đóng thùng những thành viên phe khác và cô gắng để bản thân không bị loại bỏ trong "Khoảnh Khắc Siêu Tốc" sẽ giành chiến thắng )

### Điểm nhân cách
"Bảng điểm cá nhân nội tại", còn được gọi là Persona, cung cấp cho cả hai phe khả năng có thêm kỹ năng khác trong các trận đấu. Điểm tối đa hiện tại được phép sử dụng là 120 và điểm có thể nhận được bằng cách chơi các trận đấu bình thường. Các tính cách khác nhau chiếm số điểm khác nhau và đôi khi cho phép người chơi khám phá tiềm năng nhân vật của họ. Người chơi được phép tạo tối đa 17 cách xây dựng bảng persona khác nhau và cũng có thể đặt lại/xóa các persona.

### Các tính năng khác

#### Mở khóa nhân vật
Identity V có nhiều nhân vật khác nhau, nhưng ban đầu chỉ có vài nhân vật có sẵn để sử dụng (bao gồm: bác sĩ, gã may mắn, kẻ trộm, luật sư và thợ vườn). Bạn có thể mở khóa các nhân vật mới bằng cách sử dụng "manh mối" (một loại đơn vị tiền tệ trong game), manh mối này sẽ có được bằng nhiều cách khác nhau. Tuy nhiên, mỗi ngày đều sẽ có sẵn hai đến ba nhân vật ở cả hai phe kẻ sống sót và thợ săn được phép dùng thử, vì vậy bạn có thể dùng thử miễn phí một nhân vật nhất định ngay cả khi bạn chưa sở hữu nhân vật đó.

#### Con đường suy luận và các quả cầu
Con đường suy luận là một hệ thống giống như Gacha, bao gồm một thám tử được làm bằng giấy chạy trên một con đường giống như trò chơi trên bàn cờ, trên đường đi, thám tử sẽ thu thập những manh mối, hay những quả cầu cũng như những vật phẩm khác (ví dụ như: linh cảm, trang phục, nốt nhạc, v.v.). Bạn có thể di chuyển thám tử dọc theo con đường bằng cách lăn những viên xúc xắc có được bằng cách chơi và giành lấy chiến thắng trong các trận đấu.
Ngoài ra, có thể vào con đường suy luận để xem và mở các quả cầu. Mỗi quả cầu đều chứa những phần quà nhất định, có thể bao gồm trang phục (để thay đổi diện mạo của một nhân vật nhất định nào đó), phụ kiện (một số những phụ kiện trong số đó có thể góp phần thay đổi hiệu ứng của một số nhân vật bất kì hoặc thậm chí bao gồm cả các biểu tượng độc quyền), ảnh hồ sơ, v.v. Những vật phẩm bạn đã sở hữu sẽ được chuyển đổi thành đá tím, và bạn có thể sử dụng chúng để mua các vật phẩm khác từ cửa hàng.

## Cốt truyện

### Chế độ câu chuyện
Người chơi ban đầu sẽ vào vai Orpheus, một thám tử bị mất trí nhớ, người đang tìm một đứa trẻ mất tích do một người khác nhờ, đã đến Trang viên Oletus, bối cảnh chính của trò chơi. Trang viên Oletus là một trang viên rộng lớn thuộc sở hữu của một cá nhân bí ẩn nắm giữ "trò chơi" của Thợ săn và những người bị săn đuổi. Trong suốt thời gian lưu trú của mình, "Orpheus" thu thập bằng chứng từ các bản ghi chép hoặc "nhật ký", cho phép anh ta hình dung "trò chơi" từ góc nhìn của người tham gia.
Vào ngày 28 tháng 10 năm 2021, NetEase đã phát hành gói mở rộng lớn có tên "Time of Reunion" nhằm khám phá sâu hơn về cốt truyện, đặc biệt là quá khứ của Orpheus và sự tham gia của anh ta trong các trò chơi trang viên.
Vào ngày 20 tháng 4 năm 2023, NetEase phát hành Bản cập nhật 2.0 "Ashes of Memory - Tro tàn ký ức", thay đổi nhân vật chính thành Alice DeRoss, một nhà báo và cuộc điều tra của cô đã dẫn cô đến Trang viên Oletus.

## Crossover
Trò chơi đã có nhiều sự kiện crossover, điển hình là với các thương hiệu truyền thông có chứa các yếu tố thuộc thể loại kinh dị hoặc giết người bí ẩn.
Identity V đã hợp tác với thương hiệu trò chơi điện tử Danganronpa và Persona, bộ phim Edward Scissorhands, và các bộ manga/anime như Miền đất hứa, Death Note, Tomie của Junji Ito, Mitsuji Kamata, Bungo Stray Dogs, và Thám tử lừng danh Conan.
Từ tháng 6 đến tháng 7 năm 2022, Identity V có sự kiện kết hợp với loạt phim truyền hình Trung Quốc Link Click. Identity V cũng đã hợp tác với game Project Zero II, kéo dài từ tháng 11 đến tháng 12 năm 2023.
Đã có nhiều phiên bản crossover dành riêng cho máy chủ Trung Quốc của trò chơi, chẳng hạn như Crazy Alien, McDonald's và KFC .

## Tiếp nhận
Dave Aubrey của Pocket Gamer đã đánh giá nó 3,5 sao trên 5 sao, nói rằng trò chơi "được làm tốt, trau chuốt kỹ lưỡng và khá thú vị."